# Wilhelm Rüdiger
Wilhelm Rüdiger (* 29. Februar 1908 in Mülsen St. Jacob; † 2000) war ein deutscher Kunsthistoriker und Vordenker der nationalsozialistischen Aktion Entartete Kunst.

## Leben
Rüdiger studierte Kunstgeschichte und Archäologie in München, Berlin und Bonn. 1932 promoviert er bei Wilhelm Pinder in München über „Leipziger Plastiker der Spätgotik“. Rüdiger trat zum 1. Juli 1931 der NSDAP bei (Mitgliedsnummer 523.336) und veröffentlichte elf Tage nach der Machtergreifung zwei programmatische Artikel im Völkischen Beobachter unter dem Titel „Die Bilanz eines Jahrzehnts: Kulturpolitisches Schreckenskabinett“. Darin beschimpfte Rüdiger Künstler des rund sechs Wochen später aufgelösten Bauhauses, die Mitglieder der im selben Jahr aufgelösten Architektenvereinigung Der Ring, zahlreiche Künstler wie Wassily Kandinsky, Paul Klee, Otto Dix, George Grosz, Marc Chagall, El Lissitzky, Le Corbusier, Dichter wie Joachim Ringelnatz, Alfred Döblin und Franz Werfel, die Kunsthändler und Sammler Alfred Flechtheim und Paul Cassirer und weitere Exponenten der Moderne als Juden, Kommunisten, Ausländer und Geisteskranke. Rüdiger zeigte sich in seinen Kunstkritiken als „kompromissloser Rassist und Antisemit“. Rüdigers Schlussfolgerungen in Bezug auf die Museen nahm die späteren Beschlagnahmungsaktionen von 1937 bereits vorweg:

„Was wohl alles zutage kommen würde, wenn man einmal die Keller und Magazine unserer Galerien inspizierte! Mit solcherweise sicher ruchbar werdenden Verantwortungslosigkeiten wird man sich noch einmal auseinandersetzen müssen.“

Ende April 1933 wurde Rüdiger mit lediglich 25 Jahren als Nachfolger des beurlaubten Friedrich Schreiber-Weigand als kommissarischer Leiter des Städtischen Kunstmuseums und der Kunsthütte in Chemnitz eingesetzt. Vom 14. Mai bis in den Juni 1933, nur zwei Wochen nach Amtsantritt, organisierte Rüdiger eine Femeschau unter dem Titel „Kunst die nicht aus unserer Seele kam“, die das Konzept der späteren Ausstellung „Entartete Kunst“ vorwegnahm. Bei der Schau in Chemnitz war bemerkenswert, dass der Schwerpunkt im Bereich des Expressionismus, insbesondere der Brücke lag. 1933 war im Rahmen der Expressionismusdebatte auf oberster Ebene noch nicht entschieden, ob der Expressionismus als neuer Staatsstil etabliert oder verfemt werden sollte. Rüdiger rückte damit, vor der definitiven Entscheidung dieser Streitfrage, den Expressionismus in das Zentrum der Schmähungen, analog wie das später 1937 im Rahmen der Ausstellung „Entartete Kunst“ geschah.
Ab 1934 initiierten Rüdiger und der Chemnitzer Stadtrat und Kulturwart der NSDAP Waldemar Ballerstedt Verkaufs- und Tauschaktionen der modernen Bestände der Chemnitzer Kunstsammlungen. Diese Praxis wurde auch unter Josef Müller, als späterer Nachfolger von Wilhelm Rüdiger, fortgesetzt. Zwischen 1934 und 1938 wurden so systematisch Werke der Moderne veräußert, insbesondere auch die Werke der im Städtischen Kunstmuseum durch Schreiber-Weigand aufgebauten, hochrangigen Expressionistensammlung. Der Verkauf der Kunstwerke wurde durch Vorgaben des Kulturrates unter Waldemar Ballerstedt und von Stadtratsbeschlüssen sanktioniert. Neu angeschafft wurden dafür im Gegenzug Werke der Romantik und des Biedermeier. Abnehmer waren in erster Linie Alex Vömel von der Galerie Vömel in Düsseldorf und die Chemnitzer Kunsthandlung Gerstenberger unter Wilhelm Grosshennig. Weitere Abnehmer waren der Kunsthistoriker Guido Joseph Kern aus Berlin und in Dresden das „Kunstantiquariat Franz Meyer“, die Kunstausstellung Kühl und die „Kunsthandlung Friedrich Axt“. 1934 zog Rüdiger nach München um und betätigte sich als Kunstkritiker für den Völkischen Beobachter und die Zeitschrift Die Kunst im Deutschen Reich.
1943 organisierte Rüdiger im Auftrag von Baldur von Schirach in Wien die Ausstellung Junge Kunst im Deutschen Reich. In dieser Ausstellung wurden auch Künstler präsentiert, deren Werke zuvor in deutschen Museen beschlagnahmt wurden, darunter Josef Hegenbarth, Josef Henselmann, Hanna Nagel, Carl Moritz Schreiner, Milly Steger und Friedrich Vordemberge. Diese Ausstellung wurde auf Anordnung von oberster Ebene vorzeitig geschlossen. Rüdiger erhielt vom Präsidenten der Reichskulturkammer Adolf Ziegler lebenslängliches Berufsverbot.

### Nachkriegszeit
1945 wurde Rüdiger von den Alliierten zunächst in die Gruppe der Hauptbelasteten eingestuft und später aufgrund der Ereignisse um die Ausstellung Junge Kunst im Deutschen Reich entlastet. Er arbeitete für Roman Norbert Ketterer in dessen Stuttgarter Kunstkabinett. Er konzipierte Kindlers Lexikon der Malerei und verfasste selber zahlreiche Artikel dafür. Von 1962 bis 1966 arbeitete er an der 20-bändigen Propyläen Kunstgeschichte. Für die 12-bändige Enzyklopädie Die Großen der Weltgeschichte verfasste er zahlreiche Künstleressays. Er verfasste mehrere Monographien und arbeitete am Knaur’s Kulturführer in Farbe mit.

## Werke
- Der Bildhauer Richard Knecht: 1887 – 1966. Bruckmann, München 1968, DNB 457983930.